# Josué Ngouonimba
Josué Rodrigue Ngouonimba (ur. 17 lutego 1963) – kongijski polityk, minister budownictwa, urbanizacji i ds. miast.

## Życiorys
Josué Ngouonimba urodził się 17 lutego 1963 roku, jest synem byłego ministra Pierre'a Ngouonimba-Nczari. W 1983 roku ukończył Mathématiques et technique-Lycée Pouaty Bernard w Pointe-Noire. Od 1983 do stycznia 1989 roku studiował na Université de Constantine w Algierii. Z wykształcenia jest architektem. Po studiach pracował jako pomoc techniczna w ratuszu w Brazzaville, funkcję tę pełnił od września 1989 do 1992 roku. Od 1991 do 1996 roku pracował w departamencie środowiska urzędu miasta Brazzaville. W latach 1996–2001 pełnił funkcję doradcy ds. projektów i współpracy w ministerstwie rolnictwa i zwierząt. Od 2001 do 2009 pracował jako architekt.

## Kariera polityczna
15 września 2009 roku, w ramach zmian w rządzie, został zaprzysiężony na stanowisku delegata ministra gospodarki Pierre Moussa, jako delegat był odpowiedzialny za planowanie i integrację regionalną.
Podczas wyborów parlamentarnych w 2012 kandydował do Zgromadzenia Narodowego w okręgu Djambala w departamencie Plateaux z list Związku Sił Demokratycznych. W wyborach uzyskał elekcję w pierwszej turze, zdobywając 61,57%. Podczas reorganizacji rządu 25 września 2012 roku, został przeniesiony na stanowisko ministra turystyki i środowiska. Będąc ministrem wprowadził m.in. Krajową Strategię i Plan Zrównoważonego Rozwoju Turystyki (fr. Stratégie nationale ainsi qu'un Plan directeur de développement durable du tourisme), prowadzony przy wsparciu Programu Narodów Zjednoczonych ds. Rozwoju oraz Światowej Organizacji Turystyki.
25 kwietnia 2015 roku, podczas nadzwyczajnego kongresu partii UFD, Ngouonimba został wybrany nowym przewodniczącym tej partii.
30 kwietnia 2016 roku został ponownie wcielony w skład rządu, tym razem na stanowisku ministra wyposażenia technicznego i utrzymania dróg. Podczas wyborów parlamentarnych w 2017 roku został wybrany w pierwszej turze z okręgu Djambala w departamencie Plateaux, uzyskał 75% głosów. Podczas rekonstrukcji rządu, 22 sierpnia 2017 roku, został ministrem budownictwa, urbanizacji i ds. miast, resort oficjalnie przejął 29 sierpnia.
Po utworzeniu nowego rządu, przez premiera Anatole Collinet Makosso, 15 maja 2021 roku został ponownie powołany na stanowisko ministra budownictwa.